# L'Éternel Shogun
L'Éternel Shogun est le vingt-troisième tome de la série de bande dessinée Lefranc écrit par Thierry Robberecht et dessiné par Régric, édité en 2012 par Casterman.

## Résumé
Après la seconde guerre mondiale, Lefranc est en reportage à Tokyo, toujours occupé par les forces américaines. À peine est-il arrivé qu'il est témoin d'un vol au musée de l'Empereur. Malgré son intervention, les voleurs parviennent à s'emparer de l'armure de guerre du dernier shogun. L'événement est grave, car cette armure est le symbole du puissant clan Tokugawa, soumis par l'empereur à la fin du XIXe siècle. Les héritiers de la vieille aristocratie des samouraïs rêvent de reprendre le combat depuis la capitulation de l'empereur devant les Américains. Ils s'allient avec d'anciens nazis qui viennent, à bord d'un sous-marin, de débarquer clandestinement une arme secrète dans l'archipel.

## Personnages
- Guy Lefranc
- Axel Borg